# Silfio
El silfio (en griego antiguo, Σίλφιον; en latín, silphium) es una planta extinta desde principios de nuestra era, semejante a la asafétida, muy valorada en la antigüedad en la zona mediterránea por su resina natural, denominada  laserpicio (en latín, laserpicium, abreviado a laser), la cual se usaba como condimento gastronómico y como medicina.
El silfio llegó a dominar la economía de la provincia romana de Cirenaica, desde donde se exportaba al resto del imperio. La mayoría de monedas acuñadas en esta región que se han conservado hasta nuestros días incluyen una imagen esquematizada de la planta. Sin embargo, el hombre nunca llegó a domesticar esta planta, hecho que, sumado a las cosechas excesivas para cubrir la demanda, contribuyó a su desaparición.
Recientemente, en 2022, el profesor Mahmut Miski barajaba la posibilidad de que el silfio no se hubiera extinguido y que este, al que identifica con la planta Ferula drudeana, siga sobreviviendo en el monte Hasan, en el centro de Turquía.

## Descripción de la planta

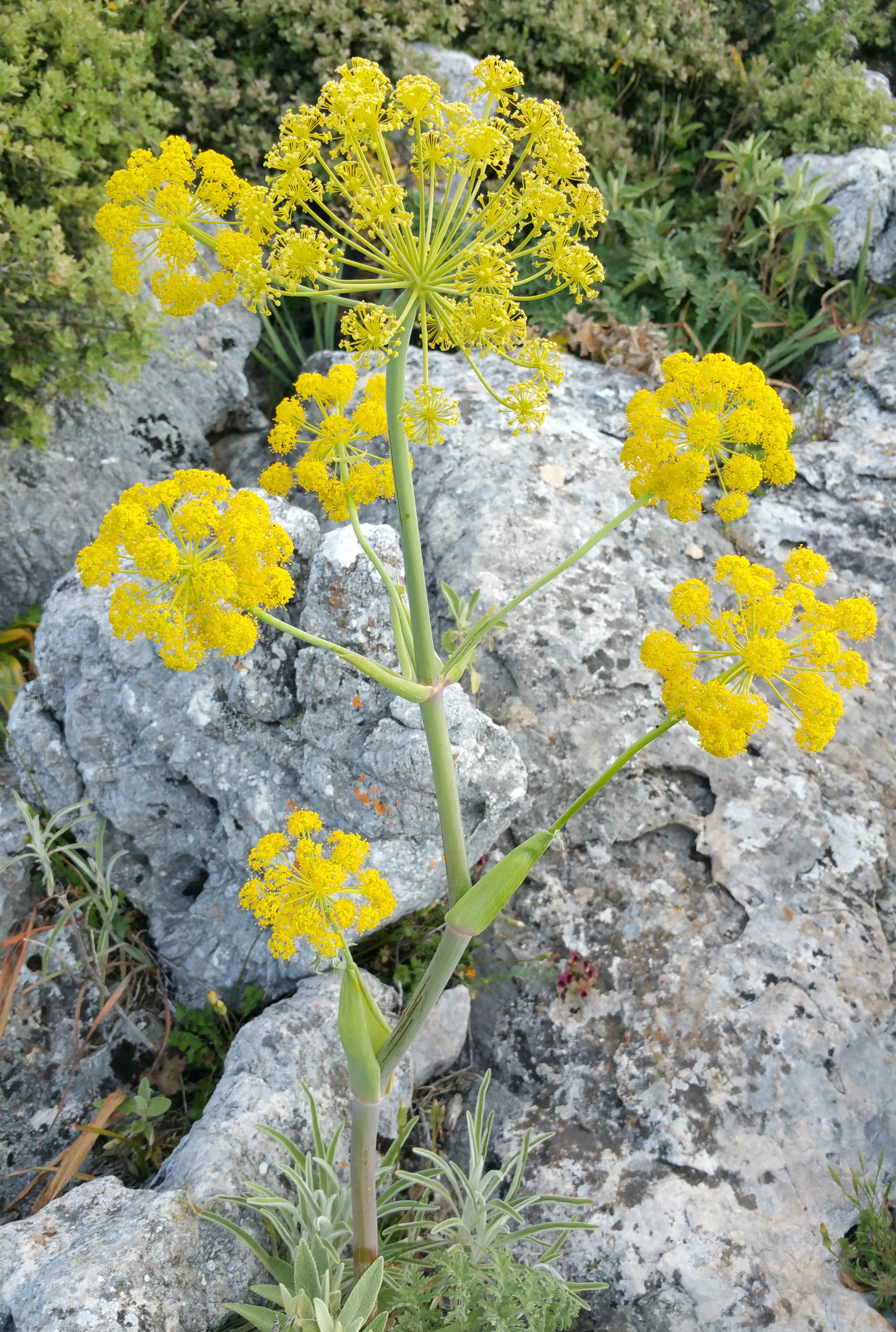
Ferula tingitana.

En la actualidad la planta se cree desaparecida, si bien han sido propuestas algunas especies modernas como dicha planta o parientes muy próximos de esta. Por las descripciones, imágenes conservadas y similitudes descritas se la considera generalmente como un miembro del género Ferula, a la que pertenece la asafétida que ha sido propuesta como la posible identidad del laserpicio, ya que Estrabón usa el término indistintamente con ambas plantas. Se sabe que la asafétida era usada como sustituta de inferior calidad pero se ignora si era un sucedáneo o una variedad de la misma planta de menor calidad o elaboración menos cuidadosa. También se han propuesto como silfio especies de otros géneros, a saber:
- Margotia gummifera
- Género Thapsia, particularmente T. garganica o T. silphium

Según Plinio el Viejo, que no llegó a conocer el laserpicio, la planta era silvestre e imposible de cultivar, con fuertes y abundantes raíces y tallo similar al de la asafétida y de grosor parecido. Las hojas, llamadas maspetum eran parecidas al perejil y la planta las mudaba cada año. Otros autores mencionados por Plinio describen la planta con raíz de más de un codo de longitud y que mostraba una tuberosidad sobre la superficie de la tierra, sobre la que se alzaba el tallo llamado magidaris del que brotaban hojas doradas que se caían durante el ascenso de la estrella del can (canícula), cuando el viento del sur se hace dominante. Según estos autores la planta se reproducía también a partir de estas hojas caídas, no sólo de las semillas.
El nombre latino de la planta es laserpicium, de ella se extraía el laser, que era la resina aromática que exudaba la planta. El laser se extraía tanto de la raíz como del tallo, recibiendo estos jugos los nombres de rizias y caulias respectivamente, siendo el último de peor calidad y con tendencia a estropearse. Este fluido se vertía en recipientes sobre una capa de salvado y se dejaba madurar agitándolo de cuando en cuando para evitar su putrefacción. Se sabía cuándo había madurado por el cambio de color y la desaparición de la humedad.

## Usos

### Uso culinario
La planta era cotizada tanto por sus propiedades medicinales como culinarias. Como condimento alimenticio es mencionado en las recetas de Apicio en De re coquinaria.
Plinio menciona que los habitantes de Cirenaica consumían el tallo de la planta, tanto asado como cocido, lo cual tenía efectos purgantes y purificadores del organismo. Los cirenaicos y los griegos solían comer los extremos tiernos del tallo, mientras que los romanos comían el tallo entero e incluso la raíz, cortados a trozos y conservados en vinagre.

### Uso medicinal
Como medicamento se le atribuían numerosas cualidades. Plinio menciona usos para el dolor de garganta, tos, fiebre, indigestión y verrugas, entre otras. Al parecer uno de sus principales usos era como contraceptivo o abortivo y Plinio le atribuye específicamente utilidad para provocar la menstruación. Esto es verosímil, ya que muchas plantas de la familia presentan propiedades estrogénicas y abortivas.

## Extinción

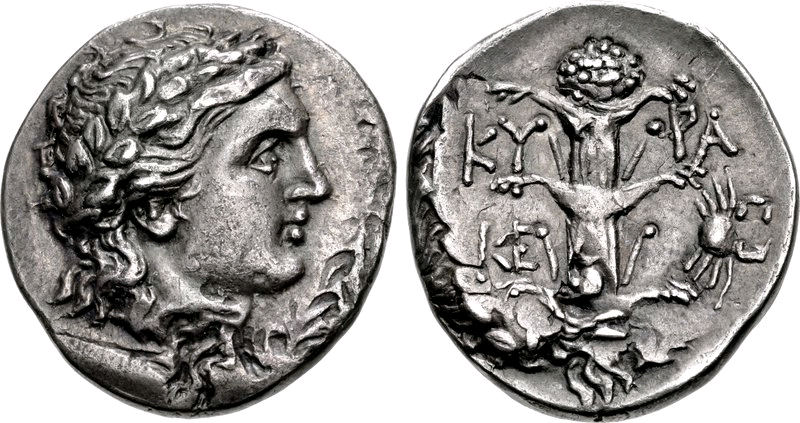
Moneda de Magas de Cirene c. 300 - 282/75 a. C. representando en su reverso símbolos de silfio y cangrejo.

Hacia el año 50 el laser había desaparecido de Cirene. Plinio narra que en su época se halló una única planta, que fue enviada a Nerón como obsequio:

...Un único tallo enviado a Nerón es todo lo que ha sido hallado (en Cirenaica) en la memoria de nuestra generación (...) desde entonces no ha sido importado otro laser que aquel de Persia, Media y Armenia, donde crece en abundancia aunque muy inferior al de Cirenaica y además es adulterado con goma, sacopenio o alubias molidas...
Plinio el Viejo, Naturalis Historia, libro XIX cap. 15.

Las causas de la extinción se desconocen pero se piensa que se debió principalmente a la sobreexplotación debido a su alto valor y al incremento de la demanda, unida a los cambios climáticos en el norte de África, que se fue volviendo progresivamente más árido desde la antigüedad remota. La planta crecía en una franja de tierra muy estrecha en la costa flanqueada por el desierto. Además la planta sólo se recolectaba en estado salvaje, ya que Teofrasto afirmaba que no era posible cultivarla. Otro hecho que pudo influir fue el excesivo pastoreo en zonas donde crecía la planta, unido al hecho de que la carne del ganado que la consumía adquiría un sabor agradable, según Plinio.
Diversas expediciones botánicas han tenido lugar a lo largo de la historia con la finalidad de localizar la planta en el norte de África, sin éxito hasta la fecha.

## Testimonios históricos

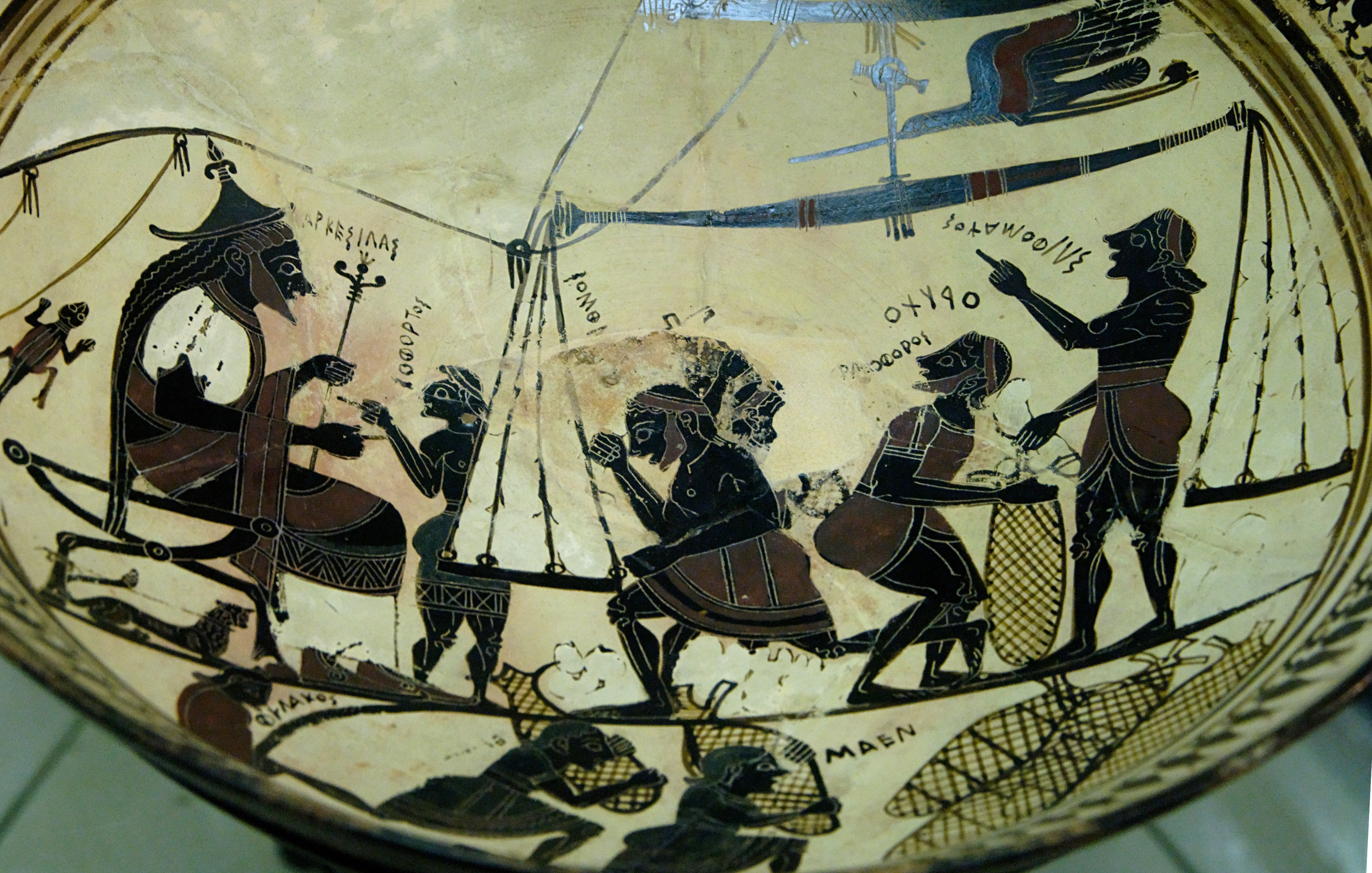
El rey Arcesilao de Cirene supervisa la elaboración de silfio. Kylix laconio (565–560 a. C.) hallado en Vulci, Etruria. (Biblioteca Nacional de Francia).

El silfio está documentado desde tiempos muy antiguos y su importancia para los pueblos que lo usaron queda atestiguada por el hecho de que tanto la escritura egipcia como la minoica poseían ideogramas específicos para denominar a esta planta. Su explotación se concentraba en la provincia Cirenaica, en el noreste de la actual Libia, y su comercio era tan importante para la ciudad de Cirene que la imagen de la planta se conserva en la mayoría de monedas acuñadas en esta ciudad.
Una de las primeras menciones es de Heródoto, que la menciona en el libro IV de su Historia diciendo que se produce entre la isla de Platea hasta la boca del Sirte. Posteriormente, hacia el 310 a. C, la menciona Teofrasto en su Historia de las Plantas y posteriormente es descrita por Plinio el Viejo en su Historia Natural hacia mediados del siglo I, cuando la planta ya había prácticamente desaparecido. En ella afirma que la planta valía su peso en plata:

...el laserpicio, al que los griegos llaman silfion, originario de Cirenaica, cuyo jugo es llamado laser, es excelente para uso medicinal y es pesado en denarios de plata...
Plinio el Viejo, Naturalis Historia, libro XIX cap. 15.

Esto lleva a pensar que tal vez el silfio fuera efectivamente una variedad de asafétida, la cual se siguió exportando de las regiones mencionadas por Plinio. El silfio de Partia, en la zona sudoriental del mar Caspio, se consideraba el de mejor calidad tras el de Cirene.
El obispo Sinesio de Cirene la menciona hacia el año 400 diciendo que el silfio de su ciudad es una doble bendición, aunque se ignora si se refiere a la planta desaparecida.
La existencia del silfio es recogida en herbarios y recetarios de épocas muy posteriores a su desaparición, como la de un tal Vinindarius en un Brevis pimentorum que in domo esse debeant, o "Resumen de condimentos que debe haber en una casa", de época carolingia (S. VIII), si bien podría deberse una confusión con otra especia tal vez extraída de escritos más antiguos.

### Simbolismo

Escudo de armas oficial de la Cirenaica italiana de 1919 a 1943 con Il silfio d’oro.

Plinio recoge el origen legendario del silfio mencionando a autores griegos. Según esta leyenda el laserpicio nació por vez primera en las cercanías del Jardín de las Hespérides y el golfo de Sidra, tras un diluvio negro como la pez. Esto sucedió siete años antes de la fundación de Cirene (618 a. C.). 
Según otras fuentes su origen se debe a Aristeo (también descubridor de la miel), hijo de Apolo y Cirene.
En heráldica se conserva en Italia el silfio d’oro reciso di Cirenaica, una planta estilizada que fue el emblema de las unidades italianas que combatieron en el Norte de África en la Segunda Guerra Mundial.